# Eiga Pretty Cure All Stars New Stage 2 - Kokoro no tomodachi
Eiga Pretty Cure All Stars New Stage 2 - Kokoro no tomodachi (映画 プリキュアオールスターズＮｅｗＳｔａｇｅ２ こころのともだち?, Eiga Purikyua Ōru Sutāzu New Stage 2 Kokoro no tomodachi, Eiga Precure All Stars New Stage 2 Kokoro no tomodachi, lett. "Pretty Cure All Stars New Stage - Il film 2: Amici del cuore") è un film del 2013 diretto da Kōji Ogawa.
È il quattordicesimo film d'animazione tratto dal franchise Pretty Cure di Izumi Tōdō. Il film vede per personaggi principali tutte le Pretty Cure fino alla decima serie (esclusa Cure Ace), per un totale di trentadue protagoniste femminili, anche se non tutte parlano.

## Trama
Tart riceve l'incarico di insegnare alla Scuola delle Fatine: lì, tutti gli studenti sono degli ammiratori delle Pretty Cure e sperano di poter diventare loro partner, a parte uno, Gureru. Il Cristallo d'Ombra percepisce il suo astio verso le guerriere e lo esorta a liberarlo. Attraverso l'invito a recarsi a tale scuola, le Pretty Cure cadono in una trappola e vengono fatte prigioniere da Gureru e il Cristallo d'Ombra, i quali rubano loro gli oggetti di trasformazione e rapiscono i loro partner, ad eccezione delle Dokidoki! Pretty Cure, di cui non dispongono dati per poterle affrontare. Tuttavia, dopo che l'Ombra attacca la Scuola delle Fatine, Gureru ritrova il suo amico EnEn e si pente di quel che ha fatto, restituendo alle Pretty Cure gli oggetti di trasformazione e liberando le fatine. Il Cristallo d'Ombra continua da solo la sua battaglia e combina tutte le sue forze per diventare un ragno gigante, ma alla fine viene sconfitto dalla potenza congiunta delle Pretty Cure, con l'aiuto della Miracle Double Heart Light, e ritorna alla sua forma originale. Capendo il suo errore, Gureru fa amicizia con la sua ombra, la quale desiste e torna al suo posto.

## Personaggi esclusivi del film
EnEn (エンエン?, Enen)
Una fatina color beige che assomiglia a una volpe. Molto timido, piange sempre ed è un grande ammiratore delle Pretty Cure. Studia alla Scuola delle Fatine. In New Stage 3 diventa partner di Cure Echo insieme a Gureru.
Gureru (グレル?, Gureru)
Una fatina color marrone che assomiglia a uno scoiattolo. Molto coraggioso, porta la spada e studia alla Scuola delle Fatine. Inizialmente non vede di buon occhio le Leggendarie Guerriere, infatti insieme al Cristallo d'Ombra le imprigiona, rubando loro gli oggetti di trasformazione e i loro partner. Successivamente, quando il Cristallo d'Ombra decide di attaccare la Scuola delle Fatine, si schiera dalla parte delle Pretty Cure. In New Stage 3 diventa partner di Cure Echo insieme a EnEn.
Ombra (影?, Kage)
È il nemico, nato dal cuore di Gureru, di cui ha assunto l'aspetto. In realtà è il Cristallo d'Ombra, che può assumere diverse forme. Vuole distruggere la Scuola delle Fatine, ma non ce la fa e viene eliminato dalle Pretty Cure.
Professore della Scuola delle Fatine (妖精学校の先生?, Yōsei gakkō no sensei)
Un professore che insegna alla Scuola delle Fatine, ha l'aspetto di una tartaruga verde. Il suo nome è sconosciuto.

## Oggetti magici
Miracle Double Heart Light (ミラクルダブルハートライト?, Mirakuru Daburu Hāto Raito)
È una piccola torcia con l'estremità di cristallo a forma di due cuori alati che proietta un fascio di luce. Trasforma il coraggio in un nuovo potere per le Pretty Cure.
In Giappone, quando è uscito il film, le Miracle Double Heart Light sono state realmente distribuite al pubblico nelle sale per incitare le Pretty Cure durante la visione.
Libro delle Pretty Cure (プリキュア教科書?, Purikyua kyōkasho)
È il libro di testo usato nella Scuola delle Fatine, in cui sono scritti tutti i dati e le informazioni sulle Pretty Cure. Essendo nuove guerriere, non sono presenti dati e informazioni sulle Dokidoki! Pretty Cure.
Cristallo d'Ombra (影水晶?, Kage Suishō)
È un cristallo che si trova nel parco della Scuola delle Fatine, all'interno di una stanza sigillata con lucchetto. Assume l'aspetto di Gureru, dopo che questi lo prende da dove è custodito.

## Trasformazioni e attacchi
- Dokidoki Smile Miracle Bomber (ドキドキ・スマイル・ミラクルボンバー?, Dokidoki Sumairu Mirakuru Bonbā): chiamato così da Cure Sunny, è una serie di attacchi combinati delle Smile Pretty Cure! con le Dokidoki! Pretty Cure. Cure Beauty combina il Beauty Blizzard con il Twinkle Diamond di Cure Diamond, Cure Sword combina l'Holy Sword con il Peace Thunder di Cure Peace e Cure Happy combina l'Happy Shower con il My Sweet Heart di Cure Heart.

## Luoghi
Scuola delle Fatine (妖精学校?, Yōsei gakkō)
È la scuola per fatine, in cui insegna anche Tart e studiano EnEn e Gureru, per poter diventare partner delle Pretty Cure.

## Colonna sonora
| Nº | Titolo CD | Numero tracce | Data uscita   |
| -- | --- | ------------- | ------------- |
| 1  | Precure ~Eien no tomodachi~ (2013 Version) / Minna tomodachi (プリキュア～永遠のともだち～ （２０１３ Ｖｅｒｓｉｏｎ）／みんなともだち?)                                        | 4             | 13 marzo 2013 |
| 2  | Eiga Precure All Stars New Stage 2 - Kokoro no tomodachi - Original Soundtrack (映画 プリキュアオールスターズＮｅｗＳｔａｇｅ２ こころのともだち オリジナル・サウンドトラック?) | 32            | 13 marzo 2013 |
| 3  | Precure eiga shudaika Collection 2 (プリキュア映画主題歌コレクション２?) | 20            | 11 marzo 2015 |

### Sigle
La sigla originale di apertura è composta da Yasuharu Takanashi con il testo di Sumiyo Mutsumi, mentre quella di chiusura da Dr.Usui con il testo di Takayuki Tonegawa.
Sigla di apertura
- Precure ~Eien no tomodachi~ (2013 Version) (プリキュア～永遠のともだち～ （２０１３ Ｖｅｒｓｉｏｎ）?), cantata da Mayu Kudō, Tomoyo Kurosawa e Hitomi Yoshida

Sigla di chiusura
- Kono sora no mukou (この空の向こう?), cantata da Hitomi Yoshida

## Distribuzione
Il film è stato proiettato per la prima volta nelle sale cinematografiche giapponesi il 16 marzo 2013. Il DVD e il Blu-ray sono usciti il 26 luglio 2013.
È stato trasmesso in Corea del Sud sul canale Anione TV il 23 luglio 2016 con il titolo Geukjangpan Pretty Cure All Stars New Stage 2 - Ma-eum-ui chingu (극장판 프리큐어 올스타즈 ＮｅｗＳｔａｇｅ２ 마음의 친구?, lett. "Pretty Cure All Stars New Stage - Il film 2: Amici del cuore").

## Accoglienza
Nel primo fine settimana di proiezione, il film ha incassato poco più di 200 milioni di yen, pari a 1,6 milioni di euro, piazzandosi al terzo posto del box office. L'incasso totale è di 1.03 miliardi di yen circa.

## Altri adattamenti
Un adattamento in cartaceo del film è stato pubblicato da Kōdansha il 14 marzo 2013 con ISBN 978-4-06-344566-4. Inoltre è stato tratto un anime comic pubblicato da Ichijinsha il 7 giugno 2013 con ISBN 978-4758013215.